# Robert Sturges
Generalløjtnant Sir Robert Grice Sturges KBE, CB, DSO (født juli 1891, død 12. september 1970) var en officer i de Britiske Væbnede Styrker, Royal Marines.
Under 1. verdenskrig, kæmpede Sturges i Slaget ved Gallipoli og Søslaget ved Jylland.
Under 2. verdenskrig, Sturges commanded British forces in the Invasionen af Island og Slaget om Madagaskar. Han blev beskrevet som "frygtløs i kamp, rødmosset i fremtoning og kraftigt bucolic i sproget". Han trak sig tilbage i 1946 og nåede en rang af generalløjtnant.

## Militær career
- 1908 Gik ind i Royal Navy
- 1912 Flyttet til Royal Marine Light Infantry
- 1940 General Officer Commanding, Royal Marines Division
- 1940 General Officer Commanding, Britiske besættelse af Island
- 1942 General Officer Commanding, Britiske styrker på Madagaskar
- 1942 – 1945 Aide-de-Camp til kongen
- 1943 – 1945 General Officer Commanding, Commandos and Special Service Group
- 1946 Pensioneret